# MUPID
Der MUPID war ein in Österreich durch den Grazer Universitätsprofessor Hermann Maurer und sein Team entwickeltes und hergestelltes Gerät, mit dem es erstmals möglich war, normale Fernsehgeräte an das österreichische, das deutsche oder das schweizerische BTX-Netz anzuschließen. Das Gerät wies einige Merkmale eines Heimcomputers auf, in der Standardausführung fehlten aber nicht flüchtige Speichermöglichkeiten (z. B. Festplatte, Diskettenlaufwerk).
In gewisser Weise nahmen MUPID und BTX in den 1980ern einige Funktionen des Internets vorweg.

## Geschichte und Entwicklung
Mehrzweck Universell Programmierbarer Intelligenter Decoder ist die offizielle Deutung des Akronymes MUPID. Der Miterfinder Hermann Maurer hat zu Fan-Diskussionen Ende der 1990er Jahre angemerkt, dass die von Fans vermutete Deutung Maurers Und Poschs Intelligenter Decoder tatsächlich originär und daher gleichermaßen zutreffend ist. Der zweite Miterfinder Reinhard Posch, heute Chief Information Officer der österreichischen Bundesregierung, hat zu dieser Deutungsfrage noch nicht öffentlich Stellung genommen.
Der MUPID wurde als Bildschirmtext-Gerät im Auftrag der Österreichischen Post- und Telegraphenverwaltung vom IIG, Institut für Informationsverarbeitung Graz unter der Projektleitung von Hermann Maurer für den PRESTEL-Standard entwickelt.
Ab 1982 wurde der MUPID 1 in Österreich von der PTV ihren Btx-Kunden, normalerweise gegen monatliches Entgelt, zur Verfügung gestellt. Im März 1984 kostete der einmalige Anschaffungspreis für ein MUPID rund 1000 öS (72,67 Euro) und ein monatliches Mietentgelt in Höhe von 130 öS (9,45 Euro).
Im Gegensatz zu anderen Btx-Terminals konnte er auch als eigenständiger Heimcomputer genutzt werden. Dem Fernsehgerät wurde über SCART-Schnittstelle für die Verbindung zur Btx-Zentrale ein externes Modem angeschlossen.
Mit der Umstellung auf die CEPT-Norm wurde 1984 der MUPID 2 auf den Markt gebracht. Durch die Verwendung des Betriebssystems CP/M und externer Diskettenlaufwerke versuchte er der Entwicklung auf dem Heimcomputermarkt gerecht zu werden. Zu dieser Zeit erlebten Geräte wie C64 oder Tandy einen regelrechten Boom. Diese waren aber, im Gegensatz zum Mupid, nicht Btx-tauglich bzw. bei den Postverwaltungen in Österreich und in Deutschland nicht zugelassen.
Es gab drei verschiedene Modelle des Mupid 2:
- C2D0 – deutsche Version mit externer Tastatur
- C2D2 – deutsche Version mit integrierter Tastatur
- C2A2 – österreichische Version mit integrierter Tastatur

Eine Weiterentwicklung war die MUPID-Karte, mit deren Hilfe es möglich war, einen PC, zum Beispiel IBM PC XT oder IBM PC AT Btx-tauglich zu machen.
Der MUPID wurde auch von anderen Marken verkauft; der Grundig PTC 100 war eine Variante des C2D2,  der Siemens T3100 ein Ableger des MUPID 1 und der Siemens T3110 eine C2D-Version.

## Vermarktung/Export
1983 wurde die Firma MCG, Mupid Computer Gesellschaft, unter Beteiligung der Firmen ELIN, Siemens Österreich, VÖEST und Motronic zu je 25 %, gegründet. Firmenziel war die Weiterentwicklung, Produktion und Vermarktung des MUPID sowohl in Österreich als auch im Ausland. Motronik fertigte den MUPID.
Nach Deutschland, in die Schweiz sowie nach Großbritannien wurde der MUPID mit einigem Erfolg exportiert, die vom Erzeuger erwarteten Stückzahlen wurden aber in keinem Land erfüllt. Dies vor allem auch, weil die von den Postverwaltungen prognostizierte Anzahl von Kundenanschlüssen für BTX niemals erreicht wurden.

## Anwendungen
Neben der Verwendung als Heimcomputer kam der MUPID auch bei Firmen zum Einsatz. Einerseits konnten Daten regelmäßig von einem „Externen Rechner“ kostengünstig geladen und dann offline angezeigt werden, andererseits war es möglich die Software des MUPID aufgrund der Verwendung der Telesoftware zentral zu warten (für die damalige Zeit nicht selbstverständlich).
Einige typische Anwendungen waren:
- Anzeige von Aktien- und Valutenkursen in Schaufenstern bei Banken
- Informationsterminals auf Messen
- Neueste Nachrichten in Schaufenstern oder auf öffentlichen Plätzen
- Anmeldesysteme für Studenten für Vorlesungen
- Homebanking
- Grundbuchsdatenbank (elektronische Einsichtnahme für Notare und Behörden)
- Buchungssystem für den Tourismus

## Ende
Mit der abnehmenden Bedeutung von BTX kam auch das Ende für den MUPID. Die Produktion wurde 1989 eingestellt. In der Zwischenzeit ist er, wie viele andere Computer auch, ein interessantes Sammlerobjekt geworden. In den 1990er-Jahren verwertete die österreichische Post den Lagerbestand an MUPIDs und gab sie für Unterrichtszwecke an Schulen ab. Einige österreichische Höhere Technische Lehranstalten sicherten sich Stückzahlen und verwendeten die Geräte für diverse Projekte.

## Galerie

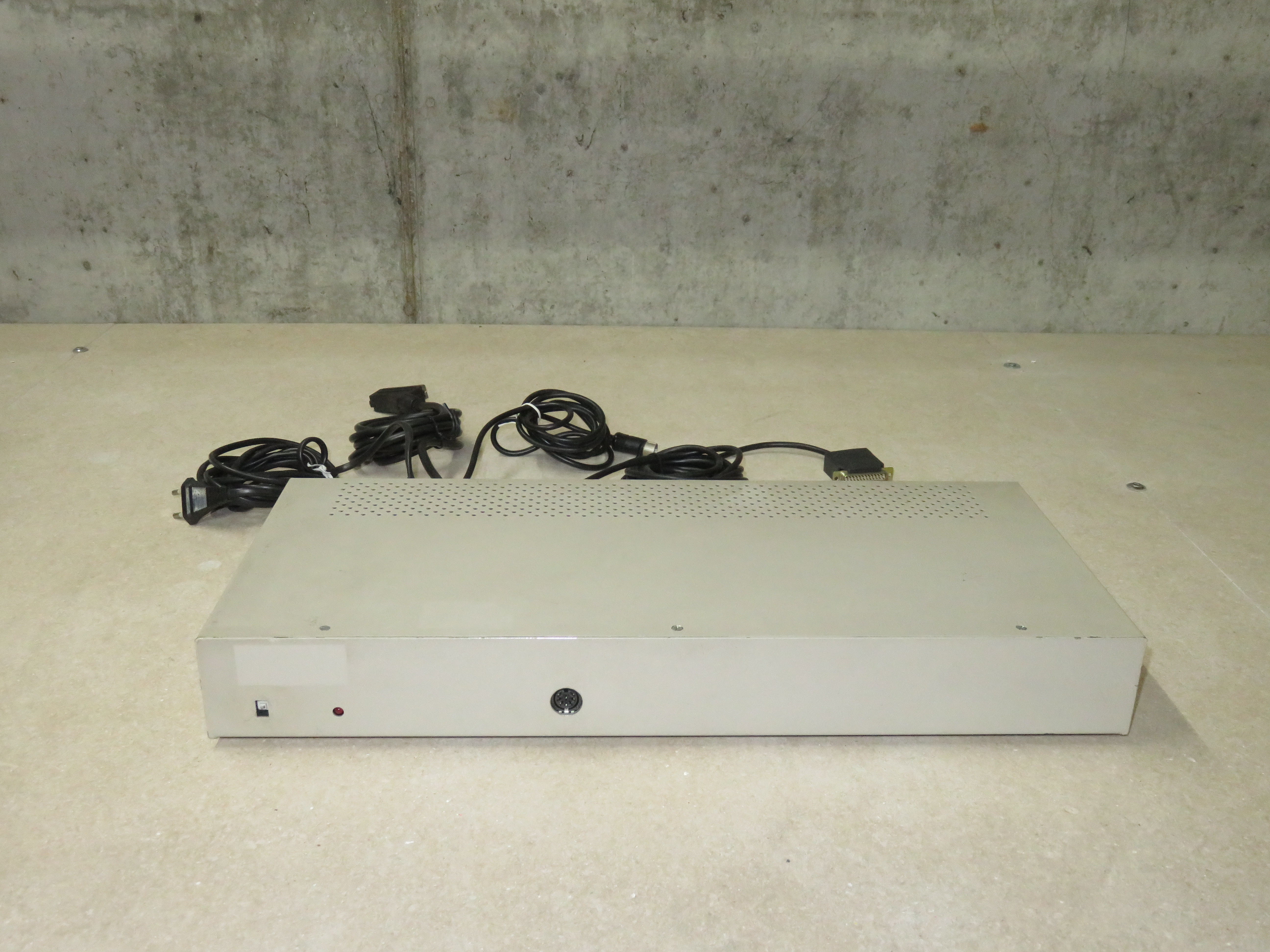
MUPID C2D
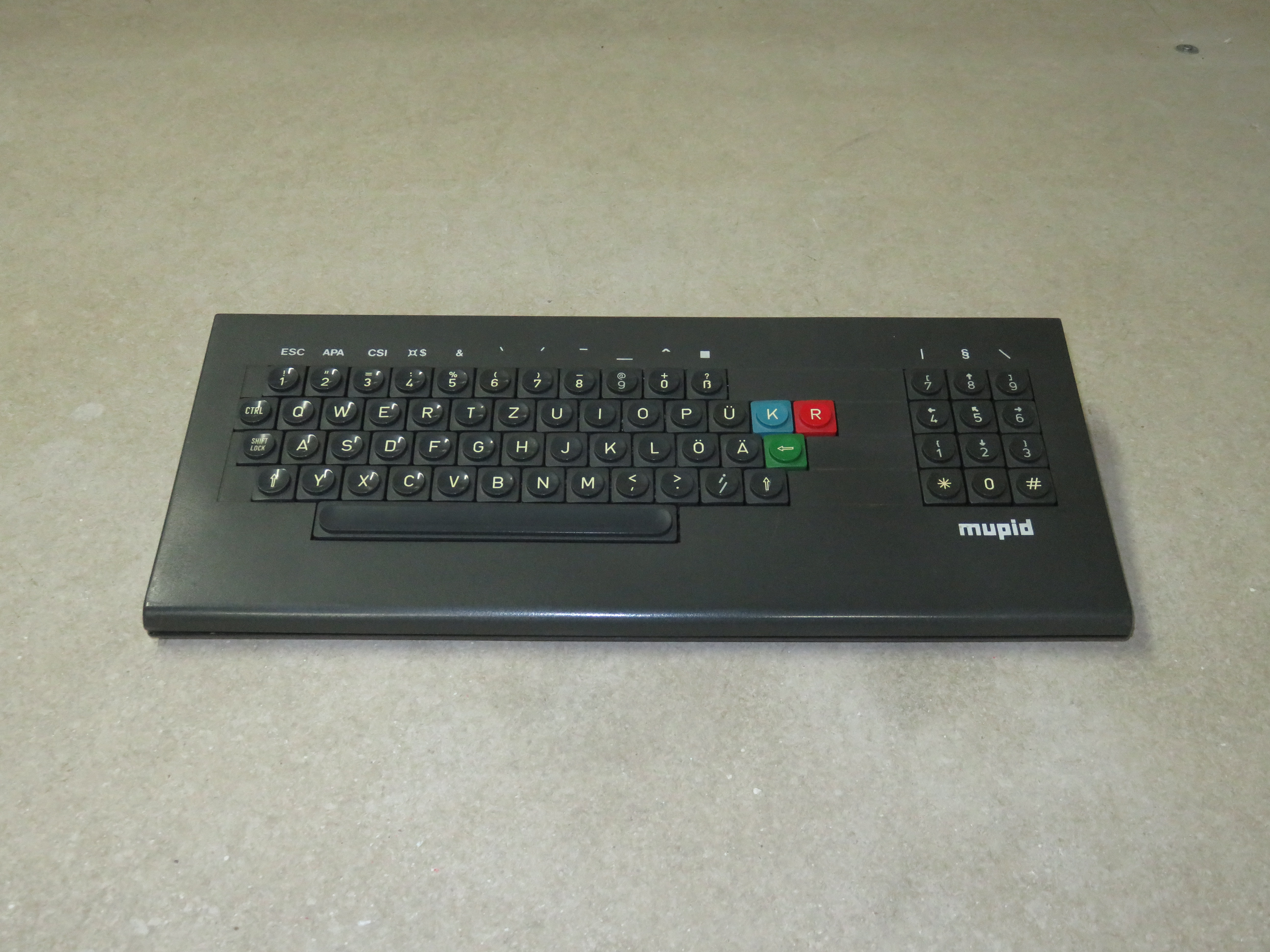
MUPID C2D keyboard
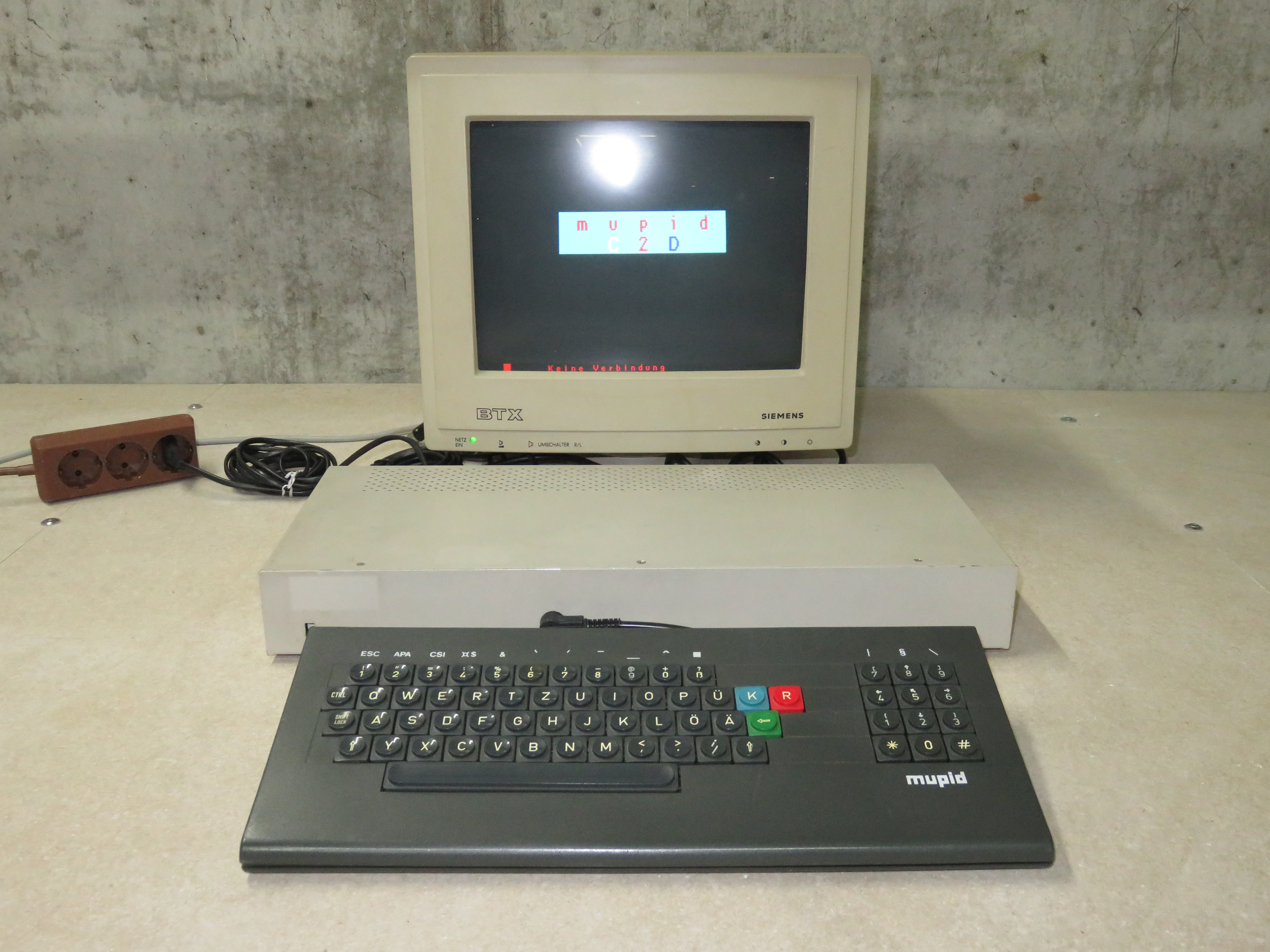
MUPID C2D with keyboard
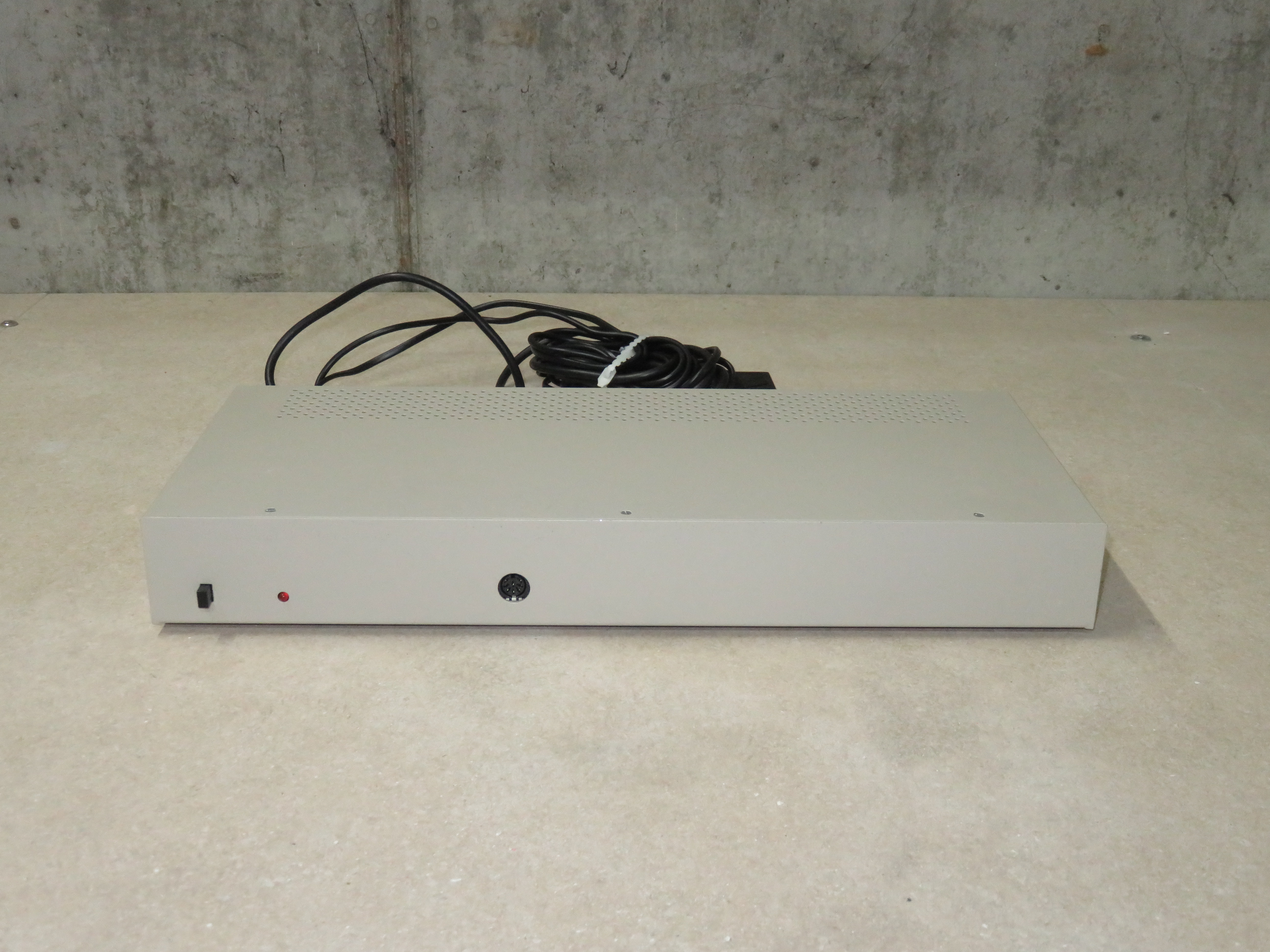
Siemens T3110
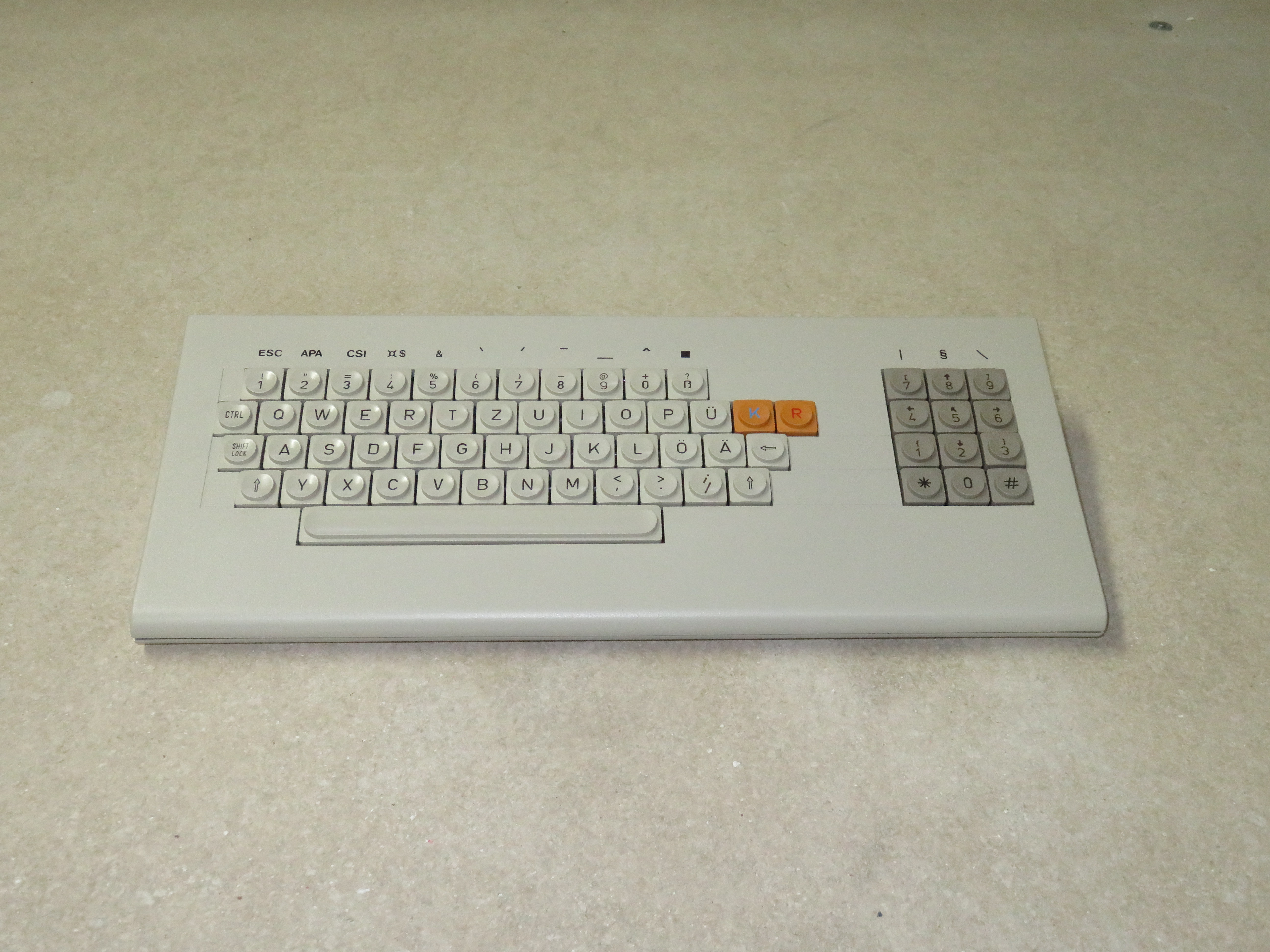
Siemens T3110 keyboard
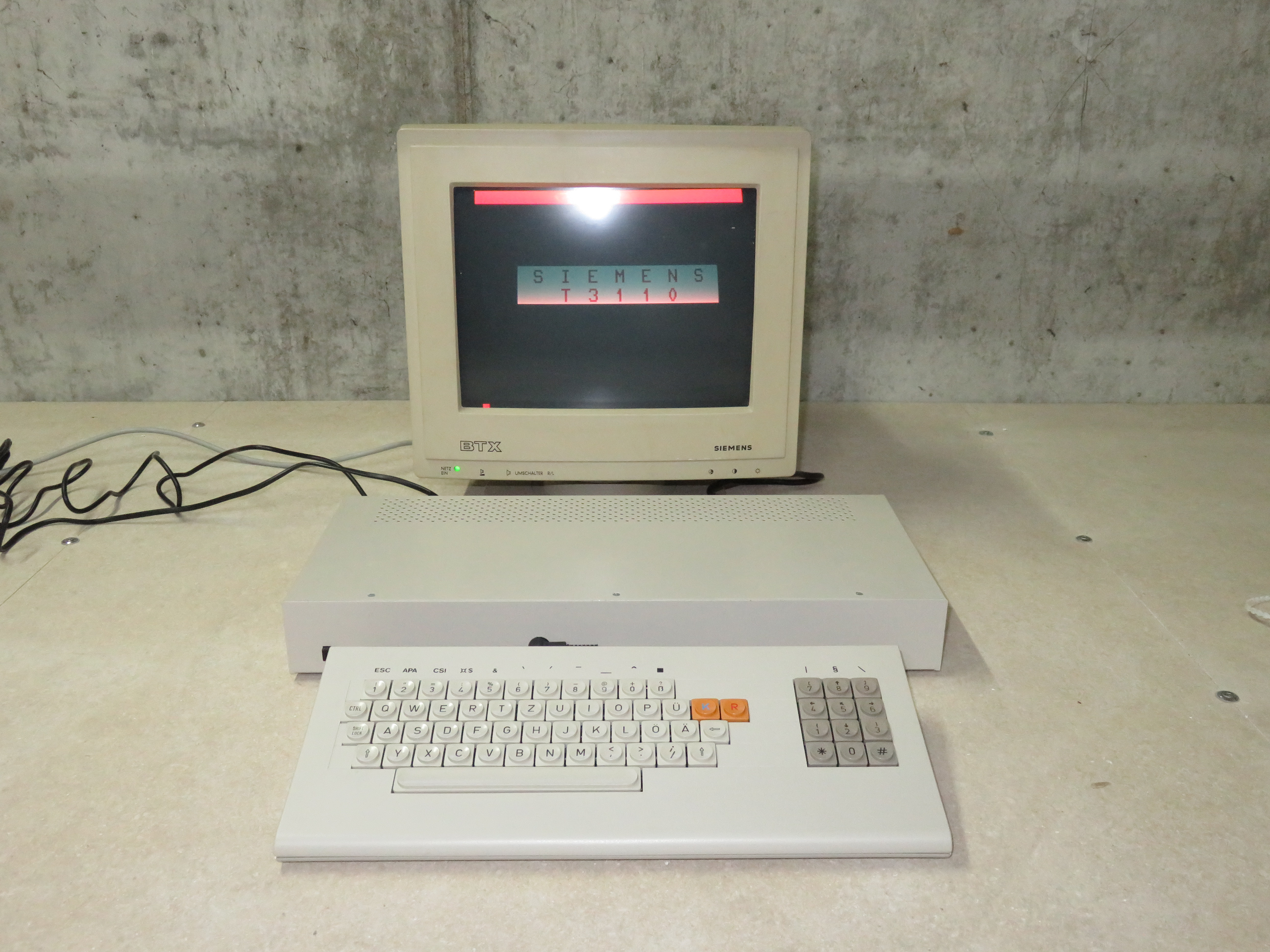
Siemens T3110 with keyboard